# Narrfikus

Narrfikus (Clusia rosea) är en tvåhjärtbladig växtart som beskrevs av Nikolaus Joseph von Jacquin. Clusia rosea ingår i narrfikussläktet, i familjen Clusiaceae.
Narrfikus växer vilt i Västindien, men förekommer som införd växt även i andra tropiska delar av världen, där den ofta beter sig invasivt. Den odlas också som krukväxt.
Namnet till trots är narrfikusen inte nära besläktad med växterna i fikussläktet.

## Bildgalleri

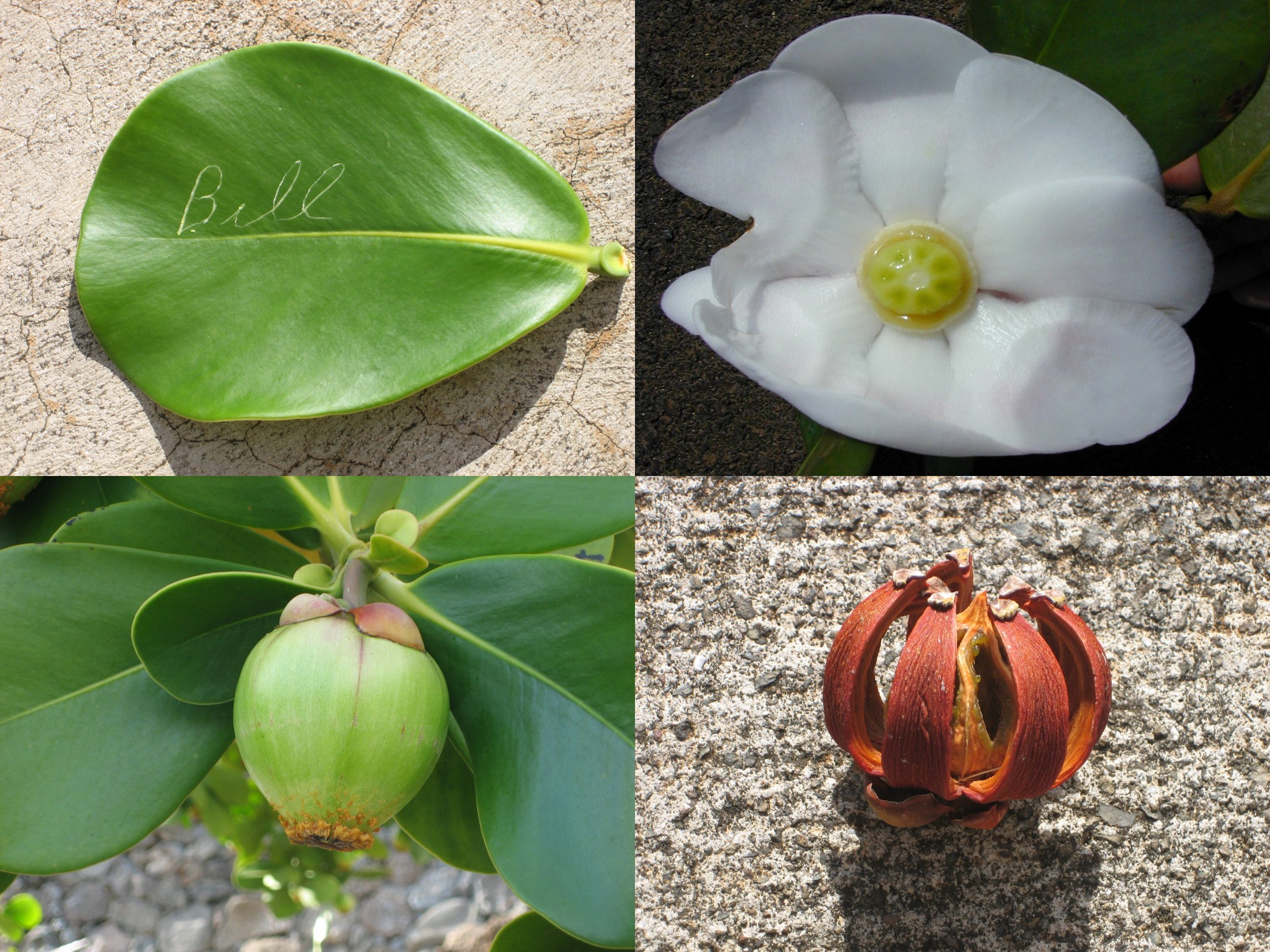
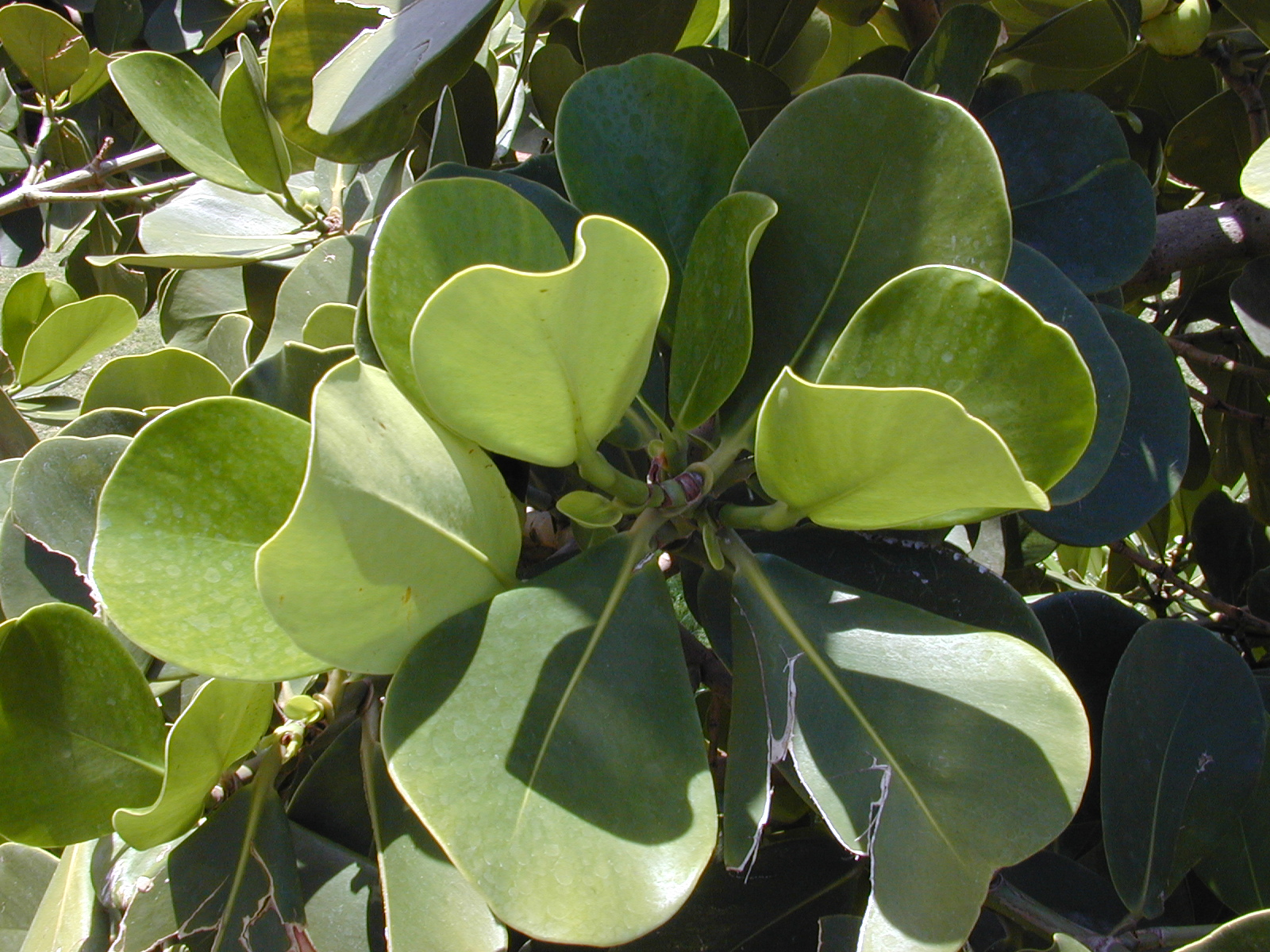